# Хималайска завирушка
Хималайската завирушка (Prunella himalayana) е вид птица от семейство Завирушкови (Prunellidae).

## Разпространение и местообитание
Разпространен е в Афганистан, Бутан, Индия, Казахстан, Киргизстан, Китай, Монголия, Непал, Пакистан, Русия, Таджикистан, Туркменистан и Узбекистан.